# کرک (آذربایجان)
کرک (به لاتین: Kirk یا گرک Girk) یک منطقه مسکونی در جمهوری آذربایجان است که در شهرستان اسماعیل‌لی واقع شده‌است.